# Ferdinand Porsche
Ferdinand Porsche (Professor Doktor Ingenieur Honoris Causa (Dr. h.c. Ing.); pronúncia em alemão: [ˈpɔʁʃə] (escutarⓘ) (Maffersdorf, 3 de setembro de 1875 – Stuttgart, 30 de janeiro de 1951) foi um engenheiro automotivo austríaco naturalizado alemão, conhecido por seus projetos inovadores no campo da engenharia automotiva. Entre seus trabalhos mais notáveis está o desenvolvimento do Volkswagen Fusca (conhecido como Volkswagen "Carocha" em Portugal), um dos automóveis mais produzidos da história.
Juntamente com seu filho, Ferry Porsche, e sua equipe de engenheiros, foi responsável pelo projeto e pela construção do Porsche 356, além de ter fundado a fabricante de automóveis Porsche.
Ao longo de sua carreira, também se destacou no desenvolvimento de veículos elétricos e de aplicações militares, contribuindo para diversos projetos de viaturas bélicas durante a primeira metade do século XX.

## Juventude

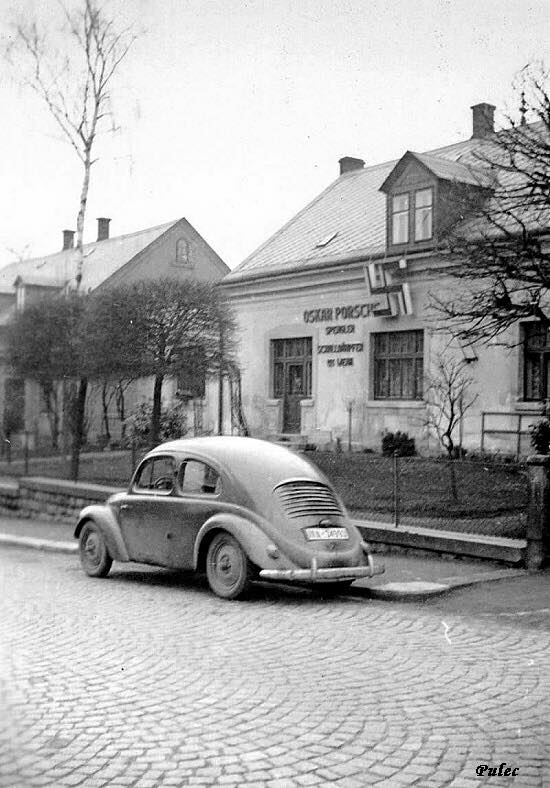
Um protótipo do Fusca em frente a casa de nascimento de Porsche, em Vratislavice nad Nisou

Porsche nasceu em uma família de língua alemã, na cidade de Maffersdorf (Vratislavice nad Nisou), região da Boêmia, Áustria-Hungria. Seu local de nascimento é hoje parte da cidade de Liberec, República Checa. Porsche é mais conhecido pelo desenho original do Type I (Fusca no Brasil e Carocha em Portugal) e por suas contribuições ao projeto de tanques de guerra alemães dos modelos Tiger I, Tiger II, Maus e Elefant. Adolf Hitler concedeu a Porsche o título de Wehrwirtschaftsführer do regime nazista e o condecorou, em 1937, com o Prêmio Nacional Alemão das Artes e Ciências, uma das raras condecorações do Terceiro Reich.
Seu filho Ferry Porsche é o epônimo para os automóveis Porsche, os quais, de início, foram baseados em grande parte no design do Type 1.
Desde muito jovem, Porsche demonstrou grande aptidão para trabalho mecânicos. Ele teve aulas noturnas na Escola Técnica Imperial, atualmente um ginásio na República Checa, em Liberec, enquanto ajudava seu pai em sua loja durante o dia. Graças a uma indicação, Porsche conseguiu um emprego com Béla Egger, em Viena, quando tinha 18 anos. Passou a frequentar a universidade daquela cidade sempre que podia. Excluindo-se as aulas que teve ali, Porsche não teve nenhuma educação superior em engenharia.

## Primeiros modelos
Após cinco anos de trabalho com Béla Egger, Porsche trabalhou com o fabricante de carruagens local, Jakob Lohner & Co. Ele se sentira atraído pela nascente indústria automobilística, e Jakob Lohner começou a construir automóveis em 1896, sob o comando de Ludwig Lohner, no subúrbio vienense de Floridsdorf.
Seu primeiro projeto, lançado em 1898, foi o C2 Phaeton, que ficou conhecido como "Sistema Lohner-Porsche", uma carruagem movida por um motor de combustão interna e com um sistema de direção híbrido, composto de quatro motores elétricos montados nas rodas. Também conhecido por P1 (Porsche n°1), circulou pela primeira vez em 26 de junho de 1898 e foi um dos primeiros carros licenciados na Áustria. A apresentação oficial do P1 foi na Exposição Universal de 1900, em Paris. A carruagem, que atingia 56 km/h, quebrou vários recordes de velocidade na Áustria e também venceu o rali de Exelberg, em 1901, dirigida pelo próprio Porsche. Posteriormente foi melhorada com motores Daimler e Panhard, mais potentes, que lhe deram outros recordes de velocidade.  Mais de 300 carruagens Lohner-Porsche foram vendidas ao público. Em 1905, Porsche foi agraciado com o Prêmio Poetting como o mais destacado engenheiro automotivo austríaco.
Em 1902, Porsche fez o serviço militar como simples soldado do Império Austro-Húngaro, tendo servido como motorista do arquiduque Francisco Fernando, príncipe cujo assassinato, no atentado de Sarajevo, uma década mais tarde, desencadearia a Primeira Guerra Mundial.

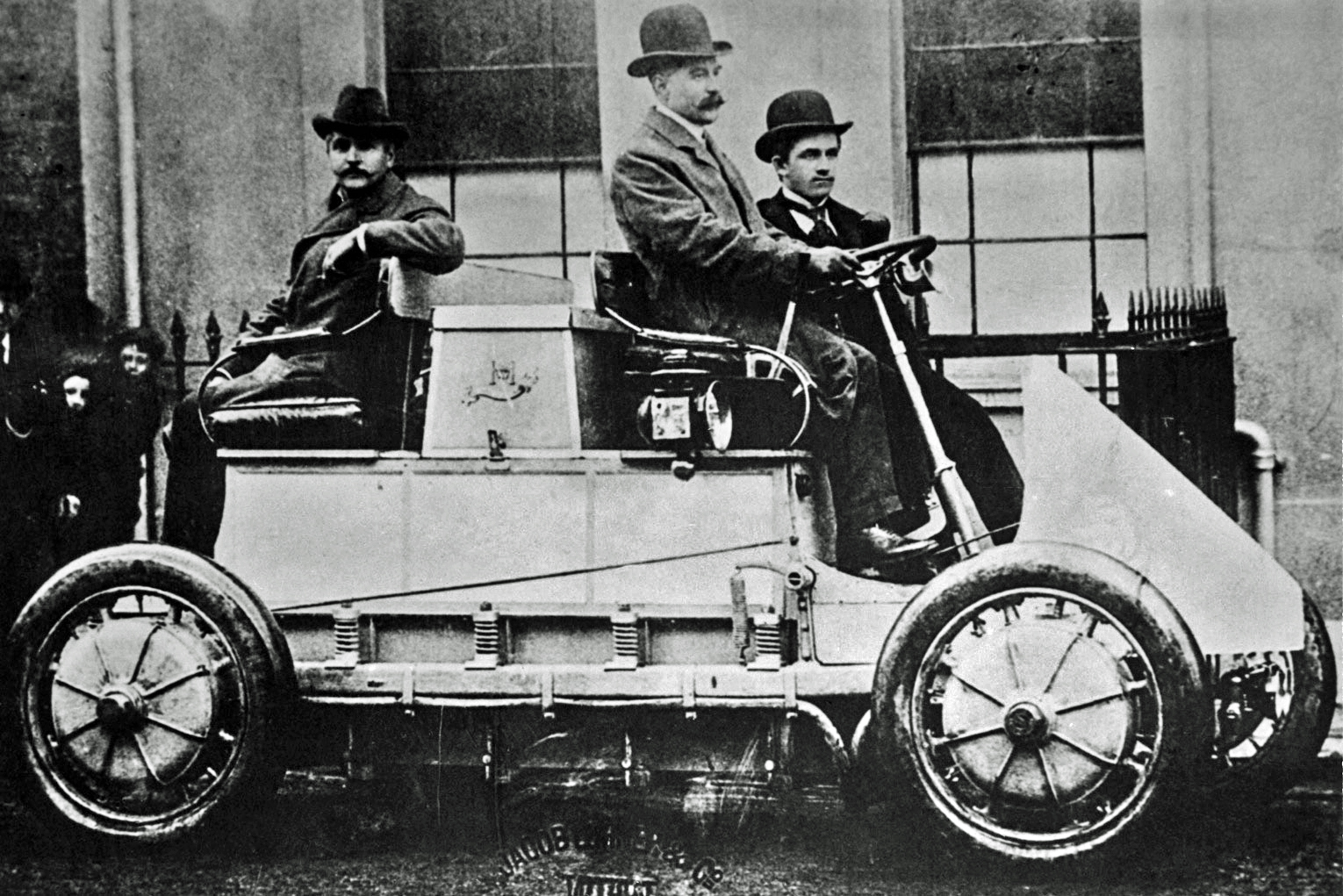
Ferdinand Porsche a bordo de um Lohner–Porsche, primeiro automóvel híbrido elétrico da história, em 1900

Em 1906 a Austro-Daimler recrutou Porsche como seu projetista chefe. O veículo mais famoso de Porsche na Austro-Daimler foi construído em 1910, e homenageava o príncipe Heinrich, irmão do Kaiser Guilherme II. Exemplares deste modelo aerodinâmico com motor de 85 HP (63 kW) chegaram nos três primeiros lugares, e o modelo tornou-se mais conhecido pelo apelido "Prince Henry" e não por seu nome original, "Modell 27/80".
O principal negócio da Austro-Daimler, porém, era a fabricação de armas de guerra: caminhões, canhões motorizados e aviões. Porsche tornou-se gerente geral da empresa em 1916 e recebeu um grau honorífico de doutor, "Dr. techn h.c." da Universidade Técnica de Viena, em 1917 (daí o "Dr. Ing h.c" em seu nome, que significa "Doktor Ingenieur Honoris Causa"). Porsche continuou a construir automóveis de competição com êxito, ganhando 43 de 53 corridas com o seu modelo de 1922. No ano seguinte, saiu da Austro-Daimler após divergências sobre os rumos futuros no desenvolvimento dos automóveis.
Alguns meses depois ele começou a trabalhar como diretor técnico na Daimler Motoren Gesellschaft, em Stuttgart, a qual já na época era um importante polo automotivo. Ele recebeu outro doutorado honorário da Universidade Técnica de Stuttgart por seu trabalho na Daimler, e posteriormente um título honorário de professor. Ainda na Daimler Motoren, ele desenvolveu diversos projetos de automóveis de corrida, que dominaram as competições dos anos 1920.
Em 1926, a Daimler Motoren Gesellschaft e a Benz & Cie fundiram-se na Daimler-Benz, e seus produtos em conjunto passaram a serem conhecidos como Mercedes-Benz. O conceito de Porsche sobre um automóvel Mercedes-Benz pequeno e de baixo peso, entretanto, não teve aceitação pela diretoria da Daimler-Benz. Saiu da empresa em 1929 e foi para a Steyr, mas a Grande Depressão trouxe o colapso desta última e Porsche terminou desempregado.
Em abril de 1931, Porsche fundou sua própria empresa de consultoria, Dr. Ing. h.c. F. Porsche GmbH, Konstruktionen und Beratungen für Motoren und Fahrzeugbau, em Stuttgart, para onde retornou. Sua equipe de trabalho incluía seu filho, Ferry Porsche (Ferdinand Anton Ernst Porsche). O primeiro projeto desta equipe foi o desenho de um carro médio para a fabricante Wanderer. Logo surgiram outros.

## Volkswagen e outros projetos
Conforme o negócio crescia, Porsche decidiu trabalhar em seu próprio desenho, que era uma reencarnação do pequeno carro-conceito de seus dias na Daimler-Benz, em Stuttgart. Ele financiou o projeto com um empréstimo do seu seguro de vida. Posteriormente a fábrica Zündapp decidiu ajudar a patrociná-lo, mas perdeu interesse após conseguir sucesso com suas motocicletas. Mais tarde a automotiva NSU também decidiu patrociná-lo, mas desistiu devido aos altos custos. Depois disso, ninguém parecia interessado num projeto desse tipo, até que Adolf Hitler incluiu em sua agenda a ideia de motorizar o país, e que todo alemão deveria ter um automóvel ou um trator no futuro. Em junho de 1934, Porsche conseguiu um contrato para construir três protótipos baseados em seu desenho. Os três carros ficaram prontos no inverno de 1936. A Daimler-Benz foi contratada para construir outros 30 protótipos. Uma nova cidade, Stadt des KdF-Wagens, próxima a Fallersleben, foi fundada para sediar a fábrica. A cidade hoje se chama Wolfsburg e ainda é a sede da Volkswagen.

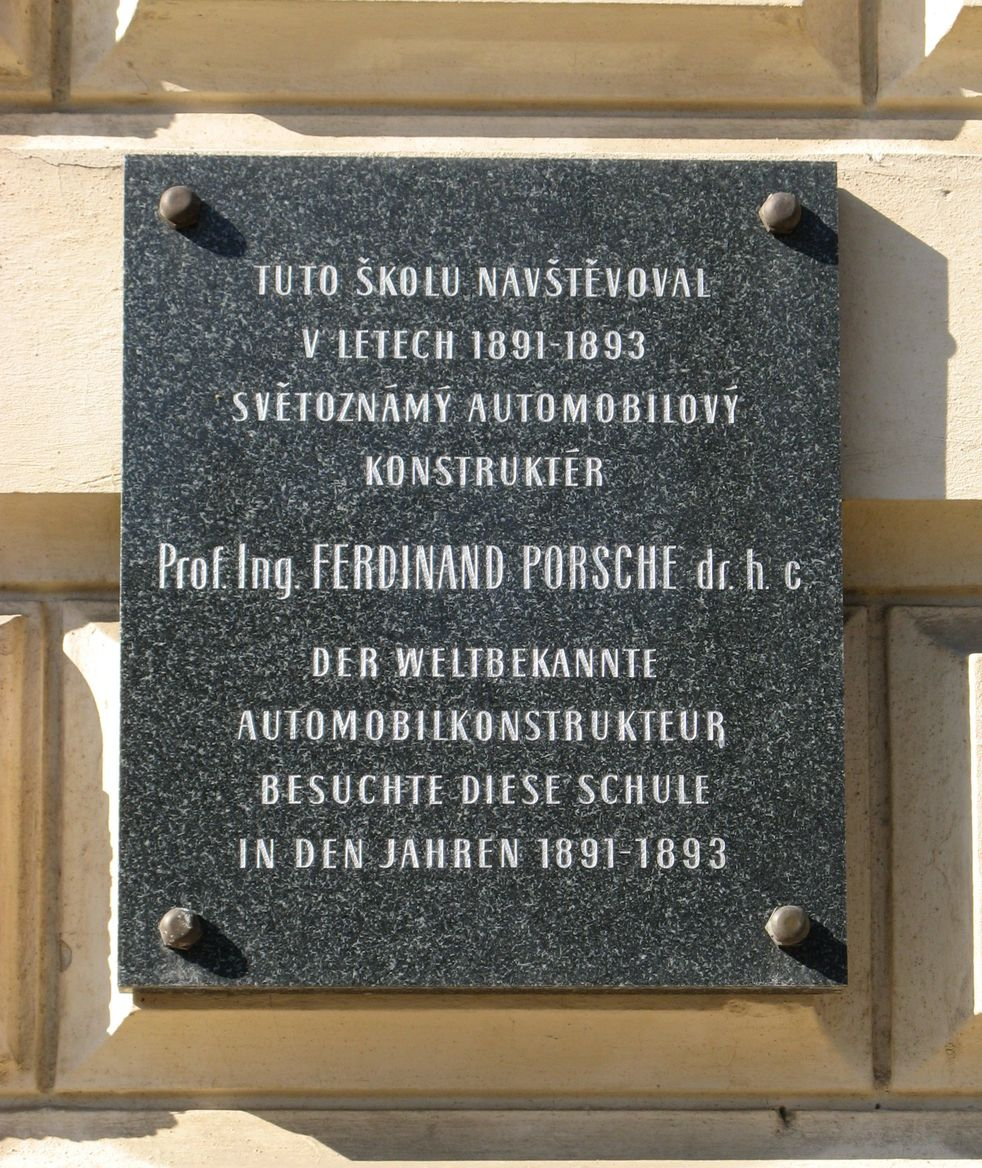
Placa comemorativa em Liberec

Mais ou menos nessa época, Porsche desenhou um carro de corridas para a Auto Union a fim de competir com os "Flechas de Prata" (Silver Arrows) da Daimler-Benz. O carro ficou conhecido pelo nome P-Wagen e foi tanto inovador quanto bem sucedido.
Ferdinand Porsche se envolveu com a construção da fábrica em Wolfsburg. Ele passou seus projetos de competição para o filho Ferry. Ferdinand também aceitou outros projetos do Terceiro Reich, incluindo o desenho de tanques de guerra, tais como o modelo Elefant.
Após a guerra, em novembro de 1945, Porsche foi solicitado a continuar o desenho do Volkswagen na França, deslocando a fábrica e seus equipamentos para aquele país, como reparações de guerra. Diferenças de opinião dentro do governo francês e objeções da indústria automotiva francesa abortaram esta ideia antes que se iniciasse. Ferdinand Porsche, Anton Piëch e Ferry Porsche foram presos como criminosos de guerra a 15 de dezembro de 1945. Ferry foi libertado, mas Ferdinand e Anton foram mantidos numa prisão em Dijon, por 20 meses, sem julgamento.
Enquanto Ferdinand esteve preso, Ferry tentava manter a empresa funcionando. Um contrato com Piero Dusio foi concluído para participação em um "Grand Prix" com o modelo 360 Cisitalia. O carro nunca participou de competições, porém o dinheiro que a Porsche recebeu foi usado para libertar Ferdinand da prisão francesa.
Eles também consertavam carros, bombas d'água e guinchos. A empresa também iniciou um novo projeto, o Porsche 356, o primeiro veículo a ter a marca Porsche. A empresa se localizava em Gmünd, na época território austríaco, onde se instalaram oriundos de Stuttgart a fim de se abrigarem dos bombardeiros aliados. A empresa começou a fabricar o Porsche 356 numa antiga serraria em Gmünd. Eles montaram 49 carros inteiramente à mão.
A família Porsche retornou a Stuttgart em 1949, sem saber como reiniciar seus negócios. Os bancos não lhes davam créditos pois as fábricas continuavam sob embargo americano e não podiam ser oferecidas em garantia. Assim Ferry Porsche pegou alguns dos veículos da série limitada do 356 feitos em Gmünd e visitou revendedores Volkswagen para levantar alguns pedidos. Ele solicitou aos compradores que pagassem o valor de um dos veículos como adiantamento. Ele substituiu assim o crédito bancário por adiantamentos de pagamento como fonte de recursos e escreveu uma carta ao diretor do banco agradecendo-o pela recusa.
A versão em série produzida em Stuttgart tinha uma carroçaria de aço soldada a um chassis com plataforma tubular central ao invés da carroceria de alumínio usada na pequena série feita em Gmünd. Quando Ferry Porsche reativou a empresa, ele pensava numa produção próxima de 1 500 unidades. Mais de 78 mil Porsche 356 foram fabricados nos 17 anos seguintes.

## Final da vida
Porsche foi posteriormente contratado pela Volkswagen para consultoria adicional, e recebeu royalties por cada Volkswagen do Tipo I (Fusca) fabricado. Isto o deixou em situação financeira confortável, pois mais de 20 milhões de unidades do carro foram produzidas.
Em novembro de 1950, Porsche visitou a fábrica da Volkswagen em Wolfsburg pela primeira vez desde o final da Segunda Guerra Mundial. Durante a visita, conversou com o então presidente da empresa, Heinrich Nordoff, sobre o futuro do Fusca, o qual já estava sendo produzido em grande escala.
Poucas semanas depois, Ferdinand Porsche sofreu um derrame, do qual não se recuperou completamente, falecendo em 30 de janeiro de 1951. Foi sepultado no Schuettgut Chapel, Porsche Family Estate, Salzburgo na Áustria.

Em 1987, foi incluído no Automotive Hall of Fame; em 1996 foi indicado para o International Motorsports Hall of Fame; em 1999 recebeu o título de "Engenheiro Automotivo do Século.